# آنگیکوس
آنگیکوس (به پرتغالی: Angicos) یکی از شهرستان های برزیل است که در ریو گرانده شمالی واقع شده‌است.